# برونو رزنده
برونو رزنده (انگلیسی: Bruno Rezende؛ زاده ۲ ژوئیهٔ ۱۹۸۶) که با نام برونیو هم شناخته می‌شود بازیکن و کاپیتان تیم ملی والیبال برزیل است. برونو رزنده 120افتخار دارد یکی از بهترین پاسورهای چند سال اخیر دنیا به‌شمار می‌رود. او پسر برناردو رزنده سرمربی سابق تیم ملی برزیل است.

## افتخارات

### باشگاهی
- قهرمانی سری ا ایتالیا ۳ بار 2018 و 2019 و 2020
- قهرمانی لیگ جوانان ۲ و ۳ بار2000 و 2001 و 2002
- قهرمانی لیگ جوانان ۱ و ۳ بار2003 و 2004 و 2005  و قهرمانی جام حذفی ایتالیا۳بار2006 و2007 و 2008
- قهرمانی جام حذفی جوانان ۳ بار 2009 و 2010 و 2011 و قهرمانی سوپر کاپ ایتالیا ۳ بار2011 و 2012 و 2013